# 2682 Соромунді
2682 Соромунді (2682 Soromundi) — астероїд головного поясу, відкритий 25 червня 1979 року.
Тіссеранів параметр щодо Юпітера — 3,588.